# Одринска българска мъжка гимназия
Българската мъжка педагогическа гимназия „Д-р Петър Берон“ в Одрин е главен просветен и революционен център на българите в османската част на Тракия.

## Местонахождение
Сградата на Българската одринска мъжка гимназия се намира в западната част на града на ул. „Мумджулар“ (Mumcular Sokak) при пресичането ѝ с бул. „Топкапи“ (Topkapi cadessi) в стария квартал „Калето“ (Kaleiçi) – сега Чаушбей (Çavuşbey Mh). Днес сградата е държавен турски училищен пансион (Shçek Edirne Erkek Yetiştirme Yurdu). GPS 41,677816 26,547149.

## Дейност
Първото българско училище в Одрин е открито през 1846 г. в махалата Калето. Пръв негов учител бил ученикът на Неофит Рилски, Калист Луков. Скоро след това, сградата е опожарена от гърците, а учителят прогонен от града. В 1850 г. училищено е възстановено и е привлечен за учител Груйо Манев. Година по-късно в Калето заможният българин Найден Кръстевич построява ново българско класно училище.
До учебната 1881 – 1882 г. училището било начално. През учебната 1885 – 86 г. се открива първият гимназиален клас, от 1891 година училището се превръща в гимназия с 4 гимназиални класа. От 1896 тя носи името на видния възрожденец д-р Петър Берон и покрива част от материалните си нужди от ежегодните лихви на завещаните от него пари за учебни цели.
През учебната 1896 -1897 година учебното заведение открива V клас, а от следващата учебната година с откриването на VI клас тя се нарича „Българска мъжка педагогическа гимназия Д-р Петър Берон“. От учебната 1898 – 1899 година гимназията става пълна със седем класа. Наречена е педагогическа, защото в V и VI клас се изучава педагогика по три часа седмично.
Гимназията подготвя учители за българските училища в Тракия. Към нея има пансион, ученически хор и ученически оркестър. По това време българското девическо класно училище в града се развива в шестокласна девическа гимназия, която носи името на патриота Янко Касъров – богат българин от Копривщица. Той завещава спечелените от него средства в Румъния за българската просвета в Одрин.
През 1895 година учителят Христо Коцев създава първия революционен комитет в Одрин.  Водачи на ВМОРО в Одрин са първо Петър Васков, а след него – Климент Шапкарев. В Одрин още има униатска мъжка гимназия, девическа католическа гимназия и 4 основни български училища.
От юни 1899 до юни 1912 година 145 зрелостници завършват пълно средно образование в гимназия „Д-р Петър Берон“. Други завършват различни гимназиални класове, като голяма част от тях са назначени за български учители в Тракия.
| Учебна година | Брой на учениците |
| ------------- | ----------------- |
| 1908 – 1909   | 159               |
| 1909 – 1910   | 180               |
| 1911 – 1912   | 158               |

По време на Балканските войни от 1912 – 1913 година гимназията прекратява своето съществуване.
Разрешение да се именува гимназията в Свиленград „Д-р Петър Берон“ дава Министерството на народната просвета на 7 октомври 1938 година. Със същото разрешение министерството удостоверява, че признава гимназията за приемница на Одринската българска мъжка педагогическа гимназия „Д-р Петър Берон“.

## Преподаватели
- Тодор Танев към (1900) – директор
- Антон Стоилов (1904) – директор
- Васил Йорданов (1905-1910)- директор
- Георги Аянов
- Димитър Китов
- Димитър Мирчев (1911-?) – директор
- Иван Кюлев – ученически хор
- Йордан Анастасов от Кратово[10]
- Коста Николов (1904-1911) – психология, логика и етика
- Михаил Балджиев – ученически оркестър
- Петър Мърмев
- Спас Мартинов
- Филип П. Димитров
- Христо Коцев
- Коста Георгиев- преподавател математика, физика и френски език 1910 година

## Възпитаници
Сред по-известните възпитаници са:
- Анастас Разбойников, историк
- Ангел Попкиров, революционер
- Борис Неврокопски, митрополит
- Владимир Бурилков, журналист
- Дамян Калфов, писател
- Иван Орманджиев, историк
- Константин Петканов, писател
- Софроний Великотърновски, митрополит